# Ingelore Ebberfeld
Ingelore Ebberfeld (* 9. April 1952; † 23. November 2020 in Bremen) war eine deutsche Sexualwissenschaftlerin, Autorin und Kulturanthropologin.

## Leben
Ingelore Ebberfeld studierte in England, Spanien und Deutschland, sie promovierte über Alterssexualität und arbeitete an der Universität Bremen.

## Publikationen
- Der sexuelle Supergau: Wo bleiben Lust, Scham und Sittlichkeit?. Westend Verlag, Frankfurt am Main 2015, ISBN 978-3-86489-103-8.
- Von der Unmöglichkeit der Liebe. 1. Auflage. MVG, München 2009, ISBN 978-3-86882-017-1 (eingeschränkte Vorschau in der Google-Buchsuche).
- Blondinen bevorzugt: Wie Frauen Männer verführen. Eine Kulturgeschichte des weiblichen Balzverhaltens. Westend Verlag, Frankfurt am Main, 2007, ISBN 978-3-938060-18-6.
- Das Kussbuch: Eine romantische Verführung. Droemer Knaur, München, 2005, ISBN 978-3-426-77760-2.
- Küß mich: Eine unterhaltsame Geschichte der wollüstigen Küsse. Piper Verlag, München 2004, ISBN 978-3-492-23973-8.
- Körperdüfte. Erotische Geruchserinnerungen. Ulrike Helmer Verlag, Sulzbach (Taunus) 2001, ISBN 3-89741-077-X.
- Botenstoffe der Liebe. Über das innige Verhältnis von Geruch und Sexualität. Campus-Verlag, Frankfurt am Main 1998, ISBN 3-593-36145-0.
- „Es wäre schon schön, nicht so allein zu sein“. Sexualität von Frauen im Alter. Campus-Verlag, Frankfurt am Main 1992, ISBN 3-593-34731-8.